# Barttrappe

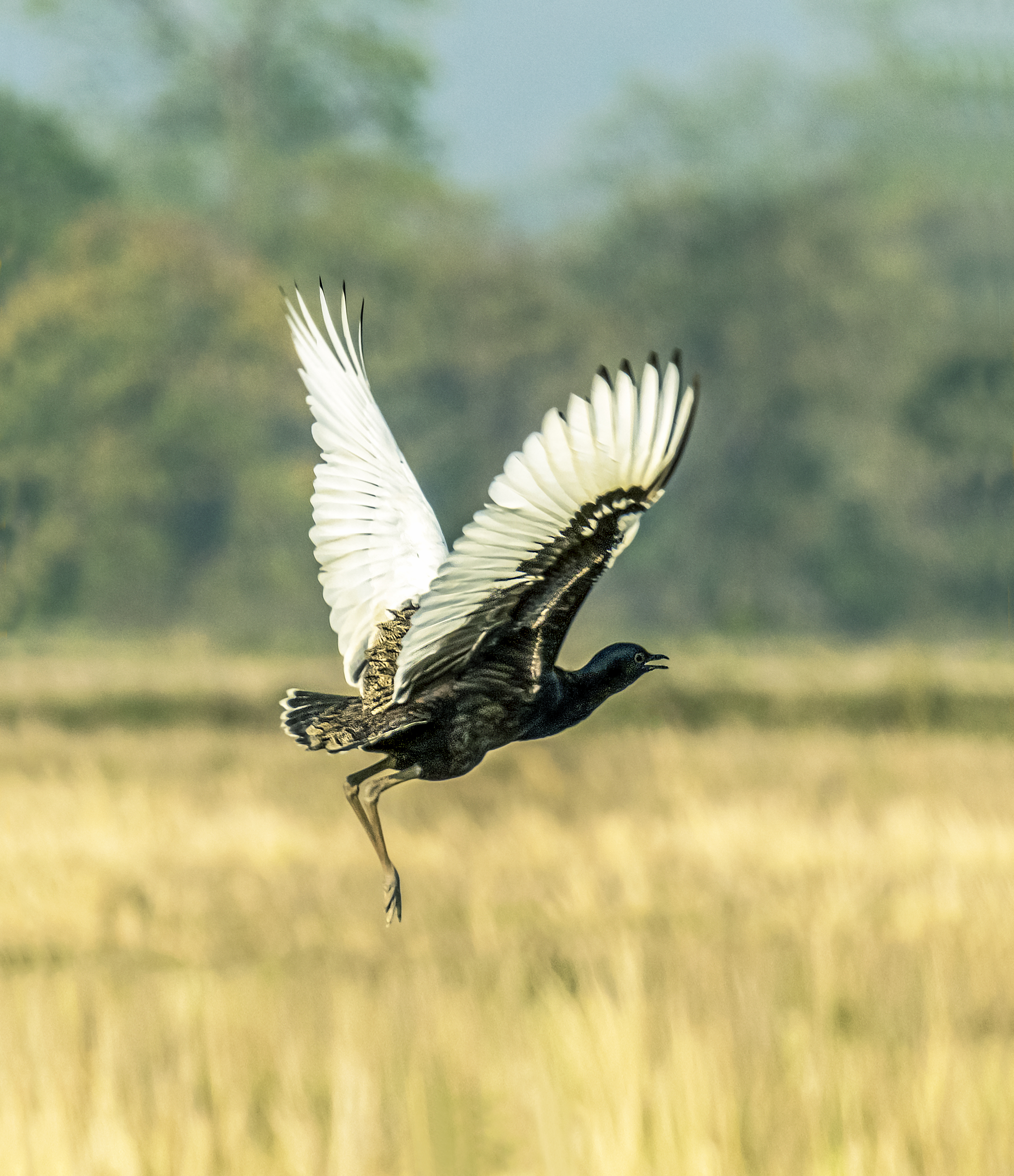
Männliche Barttrappe im Flug

Die Barttrappe (Houbaropsis bengalensis) ist eine sehr seltene Art von Trappen, die einzige der Gattung Houbaropsis. Sie kommt in tropischen Zonen Asiens vor und ist vom Aussterben bedroht (nach IUCN Rote Liste 2018: critically endangered).

## Merkmale
Die Barttrappe erreicht eine Größe von 66 bis 68 Zentimetern. Männliche Altvögel haben ein schwarzes Gefieder mit weißen Flügeln, die im Flug ganz weiß mit schwarzen Spitzen sind. Weibliche und junge Vögel sind bräunlich bis rötlich-braun und haben gelbbraune Flügel mit dünnen dunklen Streifen. Die Füße und die Beine sind gelb, der Schnabel und die Iris sind dunkel.

## Lebensraum
Barttrappen leben in tiefer gelegenen trockenen und saisonal überschwemmten natürlichen Graslandschaften, die oft mit verstreutem Gebüsch und offenen Waldflächen durchsetzt sind. Die meisten indischen Populationen scheinen sesshaft zu sein, während die in Kambodscha über kurze Strecken wandern. In der Umgebung des Tonle Sap brüten sie während der trockenen Jahreszeit in den überschwemmten Graslandschaften des Sees und wandern zu Beginn der Regenzeit in mehr bewaldete Gebiete in der Nähe.

## Verbreitung von Populationen
Es gibt zwei voneinander getrennte Populationen:
- Auf dem Indischen Subkontinent sind Barttrappen in Uttar Pradesh, Assam, Arunachal Pradesh und im Terai Nepals beheimatet. Diese Population ist mit 220–280 Vögeln in Indien und etwa 50 Vögeln in Nepal ausgesprochen klein und defragmentiert. Während sich die indischen Populationen offenbar stabilisiert haben, ist im Chitwan-Nationalpark in Nepal die Zahl der Individuen zurückgegangen. Nach einer Schätzung aus dem Jahr 2007 überleben in Nepal nur noch 28–36 adulte Vögel, während es 2001 noch 32–60 gab.[1]
- Im Südosten Asiens sind Barttrappen in Kambodscha und vielleicht noch im Süden Vietnams beheimatet. In einer Erhebung aus 2006–2007 schätzen Ornithologen den Bestand auf 368-1.480 Vögel. Mehr als die Hälfte davon leben in saisonal überschwemmten Graslandschaften in der Provinz Kompong Thom. Nach dieser Schätzung ist die Population infolge von Habitat-Verlust innerhalb weniger Jahre rapide kleiner geworden. Während es 1997 noch etwa 3.000 Individuen gab, befürchten Vogelschützer, dass die kambodschanische Population bis 2012 ausgestorben sein wird, wenn der Verlust von natürlichen Graslandflächen nicht aufgehalten werden kann.